# Henka Johansson
Pour les articles homonymes, voir Johansson.
Henka Johansson (Stockholm, 28 février 1973) est un musicien suédois. Il était batteur dans le groupe Clawfinger (1997-2008) et dans le groupe de Richard Zven Kruspe : Emigrate (2007-2008).